# Spiritual Black Dimensions
Spiritual Black Dimensions este cel de-al patrulea album de studio al formației Dimmu Borgir. Este ultimul album cu Tjodalv, Nagash și Astennu.
Este primul album Dimmu Borgir care intră în topul norvegian. Părerea generală este că acest album este mai greu de digerat decât precedentul, melodiilor lipsindu-le acea caracteristică de a fi reținute imediat după prima audiție.
Revista Terrorizer a clasat Spiritual Black Dimensions pe locul 39 în clasamentul "Cele mai bune 40 de albume ale anului 1999".

## Lista pieselor
1. "Reptile" - 05:17
2. "Behind The Curtains Of Night-Phantasmagoria" - 03:20
3. "Dreamside Dominions" - 05:13
4. "United In Unhallowed Grace" - 04:22
5. "The Promised Future Aeons" - 06:51
6. "The Blazing Monoliths Of Defiance" - 04:37
7. "The Insight And The Catharsis" - 07:17
8. "Grotesquery Conceiled (Within Measureless Magic)" - 05:10
9. "Arcane Lifeforce Mysteria" - 07:03

### Piesa bonus inclusă pe ediția japoneză
1. "Masses For The New Messiah" - 05:11

## Personal
- Shagrath - vocal
- Silenoz - chitară ritmică
- Tjodalv - baterie
- Nagash - chitară bas
- Astennu - chitară
- Mustis - sintetizator

## Clasament
| Țara     | Poziția |
| -------- | ------- |
| Austria  | 31      |
| Finlanda | 14      |
| Germania | 25      |
| Norvegia | 18      |
| Olanda   | 98      |
| Suedia   | 44      |